# N790 (België)
De N790 is een Belgische gewestweg in de plaats Neerpelt. De route van ongeveer 2 kilometer lang verbindt de N712 met de N74.
De gehele route bestaat uit twee rijstroken voor beide rijrichtingen samen.

## N790a
De N790a is een aftakking van de N790 en de N74 bij Neerpelt. De route met een lengte van ongeveer 4 kilometer ligt parallel aan de N74 en N71. De route begint bij de rotonde met de N790 ten oosten van de N74, gaat vervolgens onder N74 door en sluit uiteindelijk aan op de kruising met de N71 en N712. De route gaat over de Fabriekstraat, Tennislaan en Europalaan.